# Michał Skóraś
Michał Skóraś, né le 15 février 2000 à Jastrzębie Zdrój en Pologne, est un footballeur international polonais qui évolue au poste d'ailier droit au Club Bruges KV.

## Biographie

### Carrière en club
Né à Jastrzębie Zdrój en Pologne, Michał Skóraś est formé par le Lech Poznań, qu'il rejoint en 2014 en provenance du MOSiR Jastrzębie-Zdrój. Il commence toutefois sa carrière au Bruk-Bet Termalica Nieciecza, où il est prêté lors de la saison 2018-2019 de deuxième division.
Le 5 juillet 2019, Michał Skóraś prolonge son contrat avec son club formateur avant d'être prêté dans la foulée au Raków Częstochowa,. Ce club lui permet de découvrir la première division polonaise lors de la saison 2019-2020. Il joue son premier match le 27 juillet 2019, lors de la deuxième journée de championnat face au Jagiellonia Białystok. Il entre en jeu et son équipe s'impose sur le score de un but à zéro. Il inscrit son premier but en première division le 21 décembre 2019 lors d'une victoire de son équipe face au Lechia Gdańsk (0-3).
Considéré comme un grand espoir du club, Skóraś est intégré progressivement après son retour de prêt et joue plus régulièrement avec le Lech Poznań à partir de la saison 2020-2021.
Skóraś joue son premier match de Ligue des champions le 5 juillet 2022, lors d'une rencontre qualificative face au Qarabağ FK. Il est titularisé et son équipe l'emporte par un but à zéro.
Le 26 avril 2023, le Club Bruges KV annonce le recrutement de Michał Skóraś pour l'été à venir. Le joueur signe un contrat de quatre ans.
Il marque son premier but pour le Club Bruges le 17 août 2023 face au KA Akureyri, lors d'un match qualificatif pour la phase de groupe de la Ligue Europa Conférence 2023-2024. Il est titularisé et participe à la victoire de son équipe par cinq buts à un.

### En sélection
Avec les moins de 18 ans, Michał Skóraś joue cinq matchs entre 2017 et 2018. Il marque notamment un but contre la Roumanie le 11 février 2018 (victoire 2-1 de la Pologne).
Michał Skóraś est retenu avec l'équipe de Pologne des moins de 20 ans pour participer à la coupe du monde des moins de 20 ans en 2019, qui se déroule dans son pays natal. Il joue trois matchs lors de ce tournoi et son équipe est éliminée en huitième de finale par l'Italie (1-0).
Michał Skóraś joue son premier match avec l'équipe de Pologne espoirs, le 17 novembre 2020 face à la Lettonie. Il est titulaire avant d'être remplacé par Patryk Szysz à la 80e minute de jeu, et son équipe s'impose par trois buts à un.
Michał Skóraś honore sa première sélection avec l'équipe nationale de Pologne le 22 septembre 2022, lors d'une rencontre de Ligue des Nations face aux Pays-Bas. Il entre en jeu, et son équipe est battue par deux buts à zéro.
Le 10 novembre 2022, il est sélectionné par Czesław Michniewicz pour participer à la Coupe du monde 2022.
Le 8 juin 2024, il figure dans la liste des 26 joueurs polonais retenus par Michał Probierz pour participer à l'Euro 2024.

## Palmarès
Lech Poznań
- Coupe de Pologne :
  - Finaliste : 2021-22.